# 加藤民男
加藤 民男（かとう たみお、1933年1月11日 - 2012年4月4日）は、日本のフランス文学者。

## 人物
神奈川県出身。1957年早稲田大学第一文学部フランス文学専修卒業、1962年同大学院文学研究科博士課程単位取得退学後、早稲田大学文学部専任講師、助教授、1972年教授。1986年から1988年まで早稲田大学第二文学部長を務め、2003年定年退任、名誉教授の称号を得る。
専門は、スタンダール研究。

## 著書
- 『大革命以後 ロマン主義の精神』（小沢書店） 1981
- 『スタンダール『赤と黒』』（小沢書店） 1991
- 『コンスタン『アドルフ』 自我の魔に憑かれて』（小沢書店） 1997
- 『フランス文学 名作と主人公』（編、自由国民社） 2009

## 翻訳
- 『スタンダール論』（アルベール・チボーデ、河合亨共訳、冬樹社） 1968
- 『スタンダール論』（ジャン・プレヴォ、審美社） 1969
- 『シェリ』（コレット、二見書房、コレット著作集6） 1970
- 『文学から反文学へ』（クロード・モーリアック、新潮社） 1973
- 『現代批評の方法』（ジョルジュ・プーレ編、平岡篤頼, 井上登, 加藤尚史, 佐藤実枝, 清水茂, 弓削三男共訳、理想社） 1974
- 『砂漠のバラ』（アンリ・ド・モンテルラン、二見書房） 1977
- 『十九世紀フランス文学の展望』（ドミニック・ランセ、白水社、文庫クセジュ） 1980